# チャンス・ザ・ラッパー
チャンス・ザ・ラッパー（Chance The Rapper、本名:チャンセラー・ベネット、Chancelor Bennett、1993年4月16日 - ）は、アメリカ・イリノイ州シカゴ出身の男性ヒップホップアーティストである。レーベルと契約しない・音源を有料販売しないという従来の音楽ビジネスとは一線を画す活動形態ながらグラミー賞を受賞、音楽フェスティバルにヘッドライナーとして出演するなど大きな成功を収めている。

## 来歴

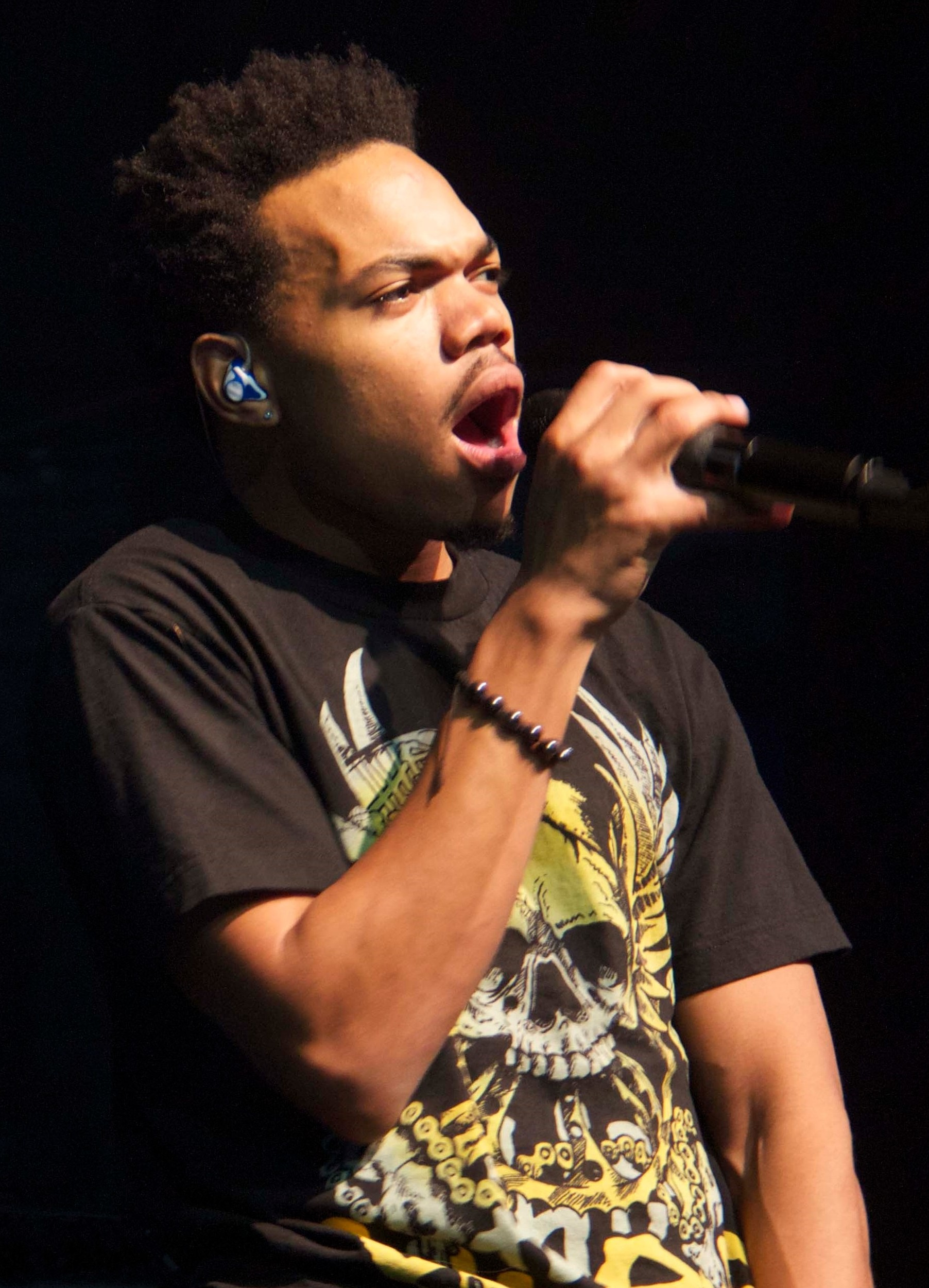
Chance The Rapper（2013年）

高校1年生の頃、友達とインストゥルメンタル・ヒップホップ・デュオを始めたのが音楽家としての始まり。インタビューの中で彼は、カニエ・ウェストのデビュー・アルバム『The College Dropout』が初めて買って聞いた最初のヒップホップ・アルバムであり、それまでは、ソウルやジャズを好んで聞いていたと答えている。
高校3年生の春、10日間の停学処分を受け、2012年4月、その期間に制作された最初のミックステープ『10 Day』がリリースされた。この作品は20万回以上のダウンロードがされた。この成功を受け、チャンスは新しい音楽の制作を続け、Childish Gambino, Hoodie Allen、Joey Bada$$といったアーティストとのコラボレーションも行った。
2013年4月には2作目のミックステープ『Acid Rap』をリリース。2016年5月現在で、120万回以上のダウンロードを記録している。また、各音楽メディアから賞賛の声を受けた。Metacriticによると、20の媒体から、平均で100点満点中86点を獲得している。また、スピンは本作をこの年のベスト・アルバムランキングにおいて2位に、ステレオガムは18位に、ピッチフォーク・メディアは12位にそれぞれ選んでいる。
同年8月にはシカゴの音楽フェスティバル「ロラパルーザ」への出演を果たした。
同年9月、ジェイムス・ブレイクの楽曲『Life Round Here』のリミックスを発表。
同年12月、イギリスのラジオ局BBCによる、毎年恒例の有望新人紹介レースであるBBC Sound of 2014にノミネートした。同月、ジャスティン・ビーバーの楽曲『Confident』に客演参加。
2015年5月、Donnie Trumpet & The Social Experiment名義で、アルバム『Surf』をリリース。iTunes Storeで無料ダウンロード形式で発表され、一週間でダウンロード数はおよそ61万8千回を記録した。本作には、エリカ・バドゥ、ジャネール・モネイ、BJ・ザ・シカゴ・キッド、ジェレマイ、J・コール、バスタ・ライムス、ビッグ・ショーンらが参加した。
2016年5月、彼名義としては3作目となるミックステープ『Coloring Book』を音楽ストリーミング・サービスApple Music限定という形で公開し、全米チャート8位を記録（のちに他のストリーミングサービスでの配信および無料ダウンロードが解禁された）。Billboard200にCDやダウンロード販売を行わないストリーミングのみのアルバムがランクインしたのは初めてのこととなった。

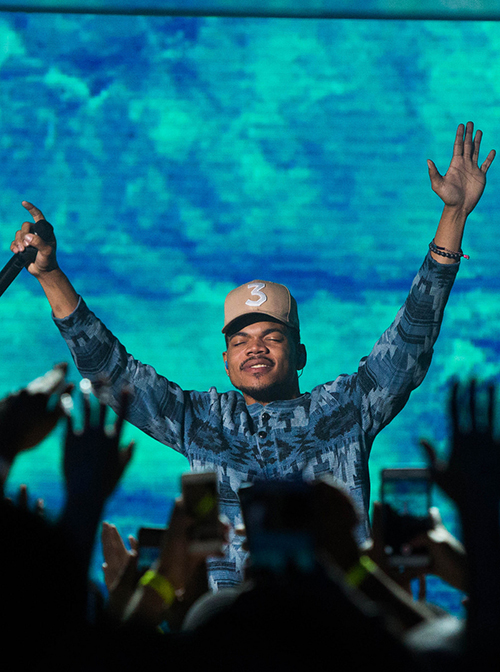
Chance The Rapper（2017年）

2017年2月、第59回グラミー賞にて「最優秀新人賞」、「最優秀ラップ・パフォーマンス賞」、「最優秀ラップ・アルバム」の３部門を受賞。音源を販売していないアーティストとしては初の受賞となり、大きな話題を呼んだ。4月にはジャスティン・ビーバーをフィーチャーしたDJキャレドの楽曲「I'm the One」にゲストラッパーの一人として参加。自身にとって初の全米シングルチャート1位獲得曲となった。
2018年8月に開催される都市型音楽フェス「Summer Sonic'18」にて初来日を果たす。
2019年7月26日、初めてのアルバムとなる『The Big Day』をリリースする。

## ディスコグラフィ

### アルバム
- Surf (2015年)（Donnie Trumpet & The Social Experiment 名義）
- The Big Day (2019年)

### ミックステープ
- 10 Day (2012年)
- Acid Rap (2013年)
- Free Based Freestyles (2015年)（Lil Bとの共作）
- Coloring Book (2016年)

### シングル
- Angels (feat. Saba)
- Somewhere in Paradise (feat. Jeremih & R Kelly)
- No Problem (feat. 2 Chainz & Lil Wayne)

#### 主な客演参加曲
- James Blake 『Life Round Here』
- Justin Bieber 『Confident』
- Action Bronson 『Baby Blue』
- Skrillex 『Coast is Clear』
- BJ the Chicago Kid 『Church』
- SZA『Childs Play』
- Snakehips 『All My Friends』(Tinasheとともに参加)
- Kelahni 『The Way』
- Kanye West 『Ultralight Beam』
- Macklemore & Ryan Lewis 『Need to Know』
- マドンナ 『Iconic』
- DJキャレド『I'm the One』、『I Love You So Much』、『No Brainer』

## 来日公演
- 2018年
  - 8月18日 大阪 舞洲SONIC PARK - SUMMER SONIC OSAKA
  - 8月19日 千葉 ZOZOマリンスタジアム - SUMMER SONIC TOKYO